# Royal Suspension Chain Pier

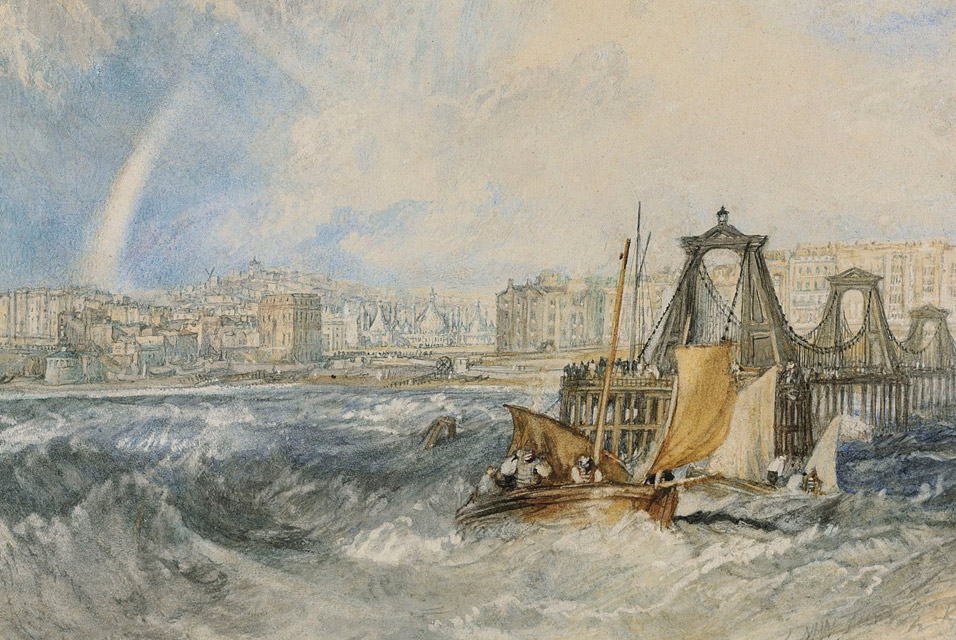
The Chain Pier at Brighton, Royal Pavilion, malba Williama Turnera znázorňující Royal Suspension Chain Pier

Royal Suspension Chain Pier (známý také jako Chain Pier nebo Brighton Chain Pier) je název zničeného mola, které stálo v anglickém městě Brighton.
Návrhem mola byl Samuel Brown, který je známý především díky návrhu řetězového mostu Union Bridge na řece Tweed. Výstavba mola začala v říjnu 1822 a po dokončení v listopadu 1823 se stalo prvním velkým molem v Brightonu. Jeho celková délka byla 346 m. Čtyři hlavní visutá rozpětí byla 78 m dlouhá a 4 m široká. Pylony měly výšku osmi metrů. Molo bylo vícekrát poškozeno, např. v letech 1833 a 1836. V roce 1896 bylo prohlášeno za nebezpečné a nakonec nahrazeno novým. Zničeno bylo 4. prosince 1896 během bouřky.
V současnosti jsou během nízkých přílivů viditelné základy pilířů.